# 湖国新聞
湖国新聞（ここくしんぶん）は、有限会社諏訪日日新聞社が長野県下諏訪町で発行していた日刊地域紙。2005年に休刊した。

## 概要
最終期はタブロイド判4ページ一部カラー、公称3000部。購読料は1カ月830円。
1946年1月1日に週刊の『民聲新聞』として創刊。翌1947年2月11日に月10回刊、1949年5月3日に隔日刊に移行し、同年11月1日に日刊となった。1957年には下諏訪町広瀬町に新社屋を建設し、同年9月1日に法人組織の株式会社湖国新聞社に改組。『湖国新聞』に改題した。
市民新聞グループの『下諏訪市民新聞』との競合で1986年11月9日から日曜版を発行。しかし部数を奪われて厳しい経営が続き、1987年9月には減資して有限会社諏訪日日新聞社に改組。1989年以降、下諏訪町の燃料業者、株式会社井口（現・井口エネルギー株式会社）が出資を引き受けて経営に参画した。
さらに1995年には諏訪市の印刷業者、株式会社オノウエ印刷が経営を引き継ぎ、尾上武が社長に就任してカラー紙面化やPR版配布などで経営の立て直しを図った。しかし実売部数が1000部を割り込み、広告収入も減少して経営の見通しが立たなくなったため、2005年2月28日付の1万9927号で休刊した
。